# Штромберг (Хунсрюк)
Штромберг (нем. Stromberg) — город в Германии, в земле Рейнланд-Пфальц.
Входит в состав района Бад-Кройцнах. Подчиняется управлению Штромберг. Население составляет 3151 человек (на 31 декабря 2010 года). Занимает площадь 9,02 км². Официальный код — 07 1 33 103.